# Lécythe

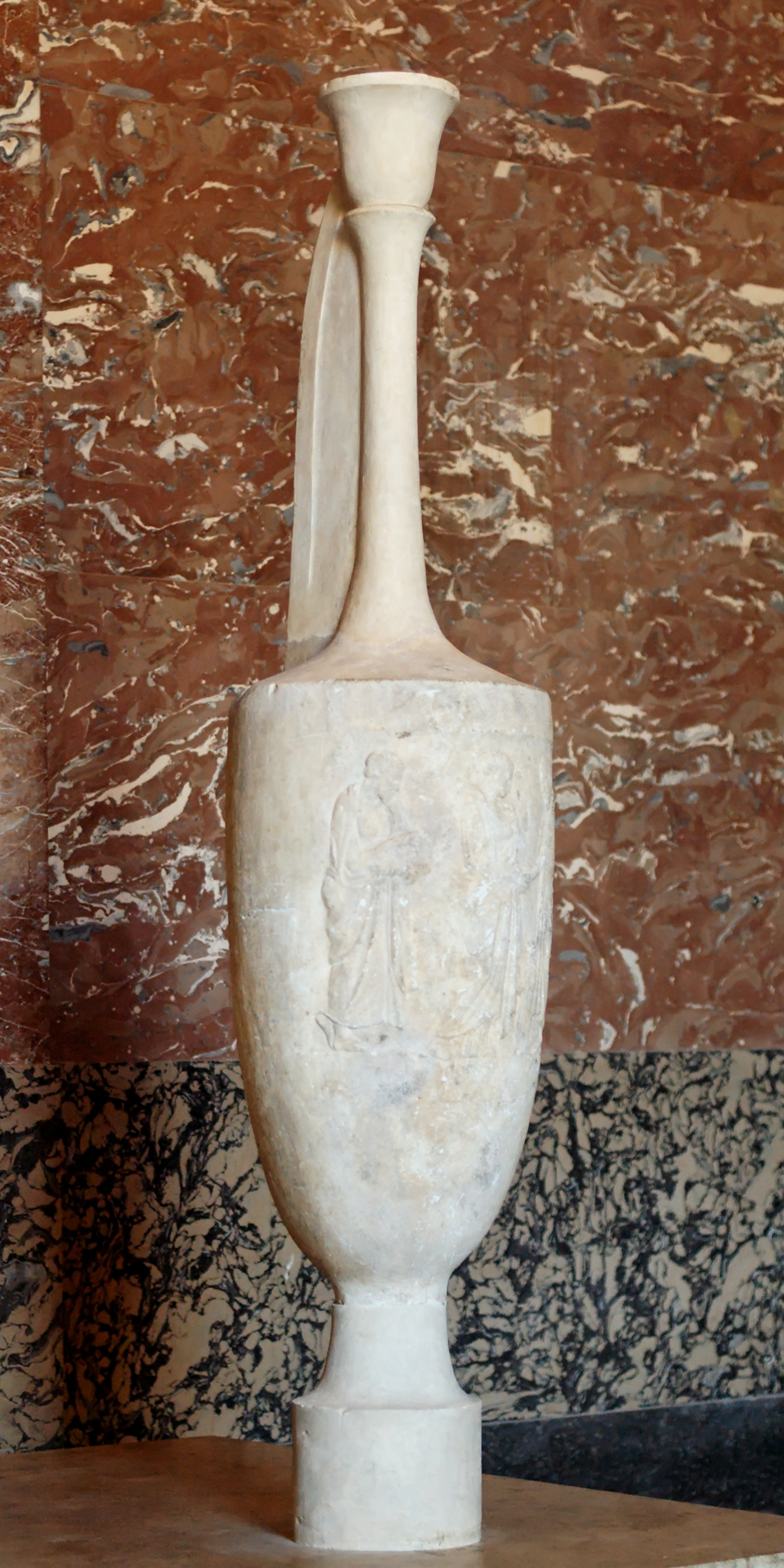
Grand lécythe funéraire en marbre,, H. 83 cm, musée du Louvre.

Un lécythe (du grec ancien : λήκυθος / lḗkythos) est un vase grec antique utilisé pour stocker de l'huile parfumée destinée aux soins du corps. La forme est inventée dans la première moitié du VIe siècle av. J.-C. Un type particulier, le lécythe à fond blanc, est très fréquemment utilisé comme vase funéraire.

## Fonction
Les lécythes sont à l'origine des vases destinés à contenir de l'huile d'olive parfumée. Une partie d'entre eux, souvent à fond blanc (voir ci-dessous) sont employés comme offrandes funéraires et déposés dans des tombes.
L'huile d'olive étant relativement coûteuse, il arrive que le lécythe contienne un second récipient de taille plus petite, grâce auquel le lécythe a l'air plein jusqu'à ras bord alors qu'il ne renferme en réalité qu'une quantité d'huile réduite. Le récipient intérieur est façonné en même temps que le lécythe et mis en place avant décoration et cuisson ; un petit trou est pratiqué pour permettre le passage de l'air (généralement près de l'anse ou en bas de la panse), afin d'éviter que le vase n'éclate à la cuisson. La présence d'un récipient intérieur se révèle en vérifiant la profondeur du vase ou en le passant aux rayons X ; un lécythe du Peintre des Inscriptions, brisé net à la jonction de l'épaule et de la panse, permet également de voir très clairement le dispositif. Ces conteneurs n'équipent que les lécythes d'une certaine dimension, les plus petits d'entre eux rendant inutile cet artifice. Inversement, les très grands vases de la fin du Ve siècle av. J.-C. n'en contiennent pas non plus : peut-être sont-ils devenus purement symboliques à cette époque.

## Types de lécythes

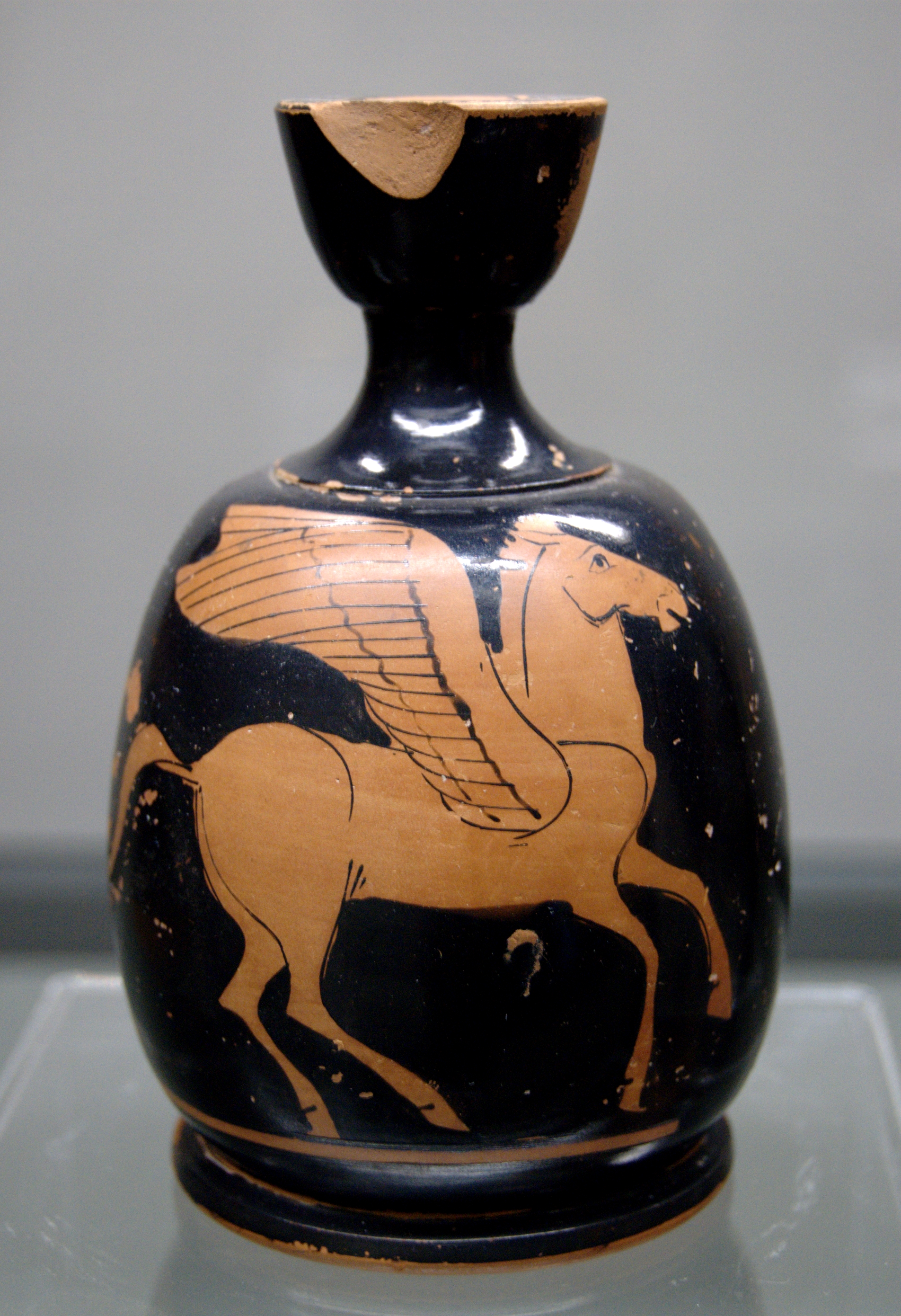
Pégase, lécythe aryballisque du Peintre de Bowdoin,, Staatliche Antikensammlungen de Munich.

Le lécythe se caractérise par une forme allongée, un col étroit et une embouchure étroite, permettant à la fois de limiter l'écoulement de l'huile et de faciliter son application. La forme traditionnelle (de la fin du VIe jusqu'au deuxième quart du Ve siècle av. J.-C.) est de type cylindrique, avec un petit pied, une épaule plate déportée, une anse verticale et une embouchure évasée. La scène est peinte sur la panse, l'épaule étant généralement orné d'un motif à palmettes.
Le vase mesure généralement de 30 à 50 cm mais, comme on l'a vu plus haut, il existe quelques très grands lécythes (1 mètre) à la fin du Ve siècle. La fonction de ces derniers reste mal connue : peut-être sont-ils purement décoratifs ou constituent-ils une solution alternative moins coûteuse au grand lécythe en marbre, à la mode à l'époque en remplacement des stèles funéraires.
D'autres types sont également connus :
- Le « type Déjanire », d'origine corinthienne, est caractérisé par sa forme ovale et son épaule ronde. De petite taille (20 cm), il est produit du début de la figure noire jusqu'au milieu du VIe siècle av. J.-C.
- Le type secondaire, également connu sous le nom de « lécythe à épaule », est une variation du type cylindrique : le diamètre est plus large au niveau de l'épaule. La plupart sont à fond blanc et mesurent environ 20 cm. Son apogée se situe au milieu du Ve siècle av. J.-C. C'est l'un des supports préférés du Peintre d'Amasis.
- Le lécythe aryballisque, en vogue au Ve siècle av. J.-C., ressemble à un lécythe tronqué : il a la panse sphérique et le fond plat. Il s'agit principalement de petits vases de moins de 20 cm.
- Le type « gland » (acorn lekythos) est de forme ovale avec un filet de points en relief sur le bas de la panse, faisant penser ainsi à un gland. Ce type assez rare est produit à la fin du Ve siècle av. J.-C.

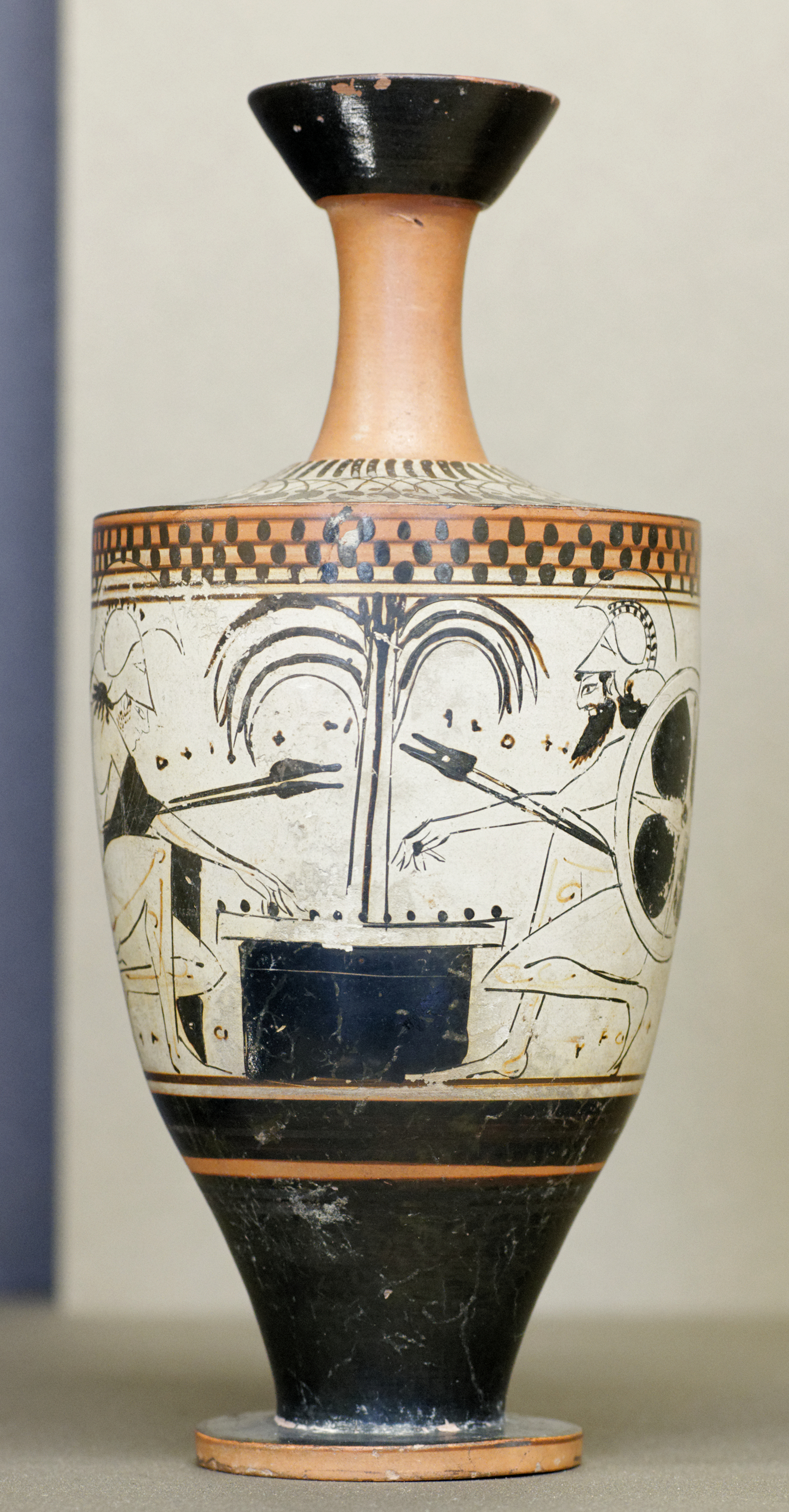
Achille et Ajax jouant à un jeu de société. Lécythe attique à épaulettes, atelier du peintre de Diosphos, vers  500 av. J.-C.
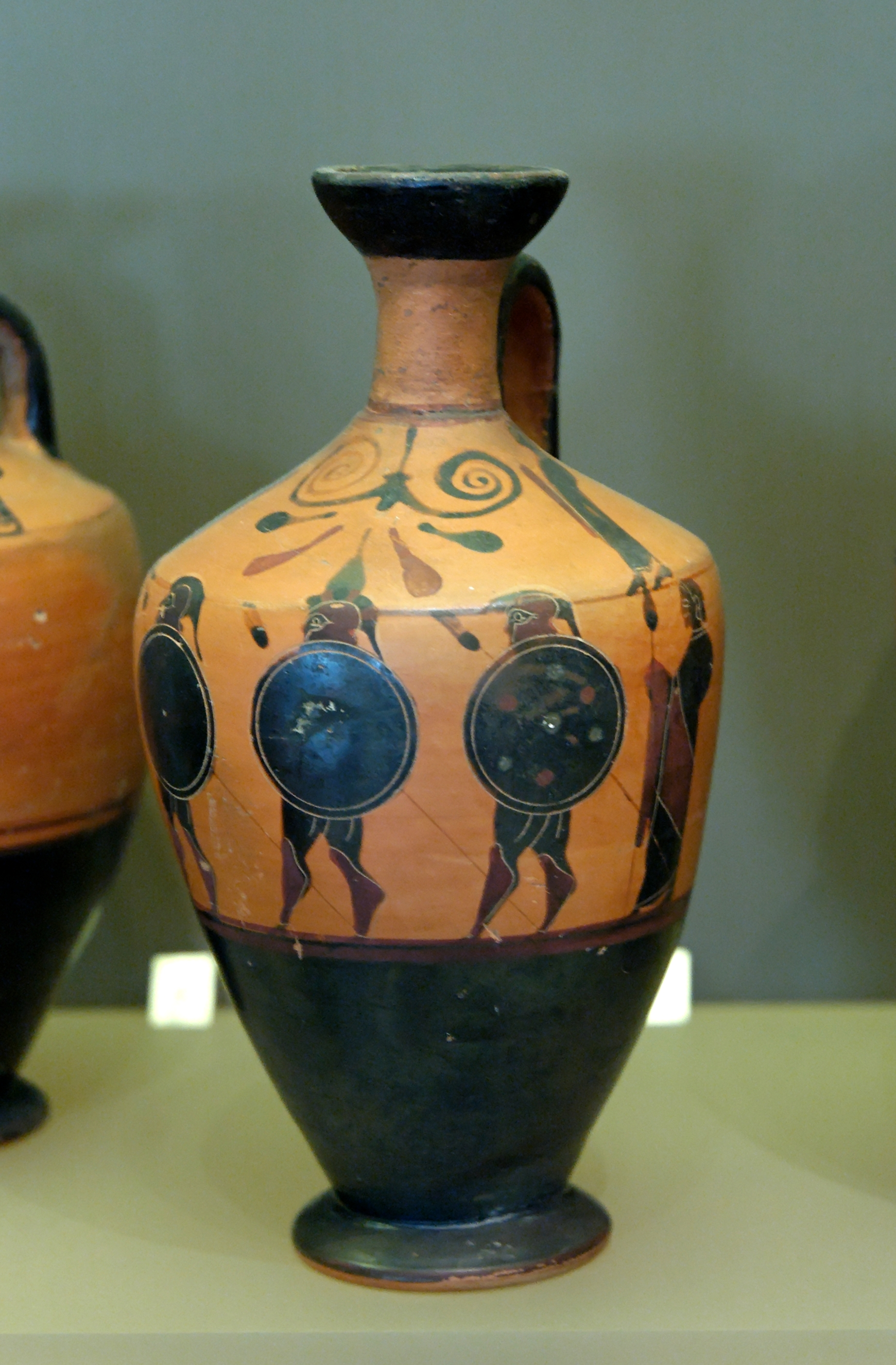
Lécythe à épaulement.
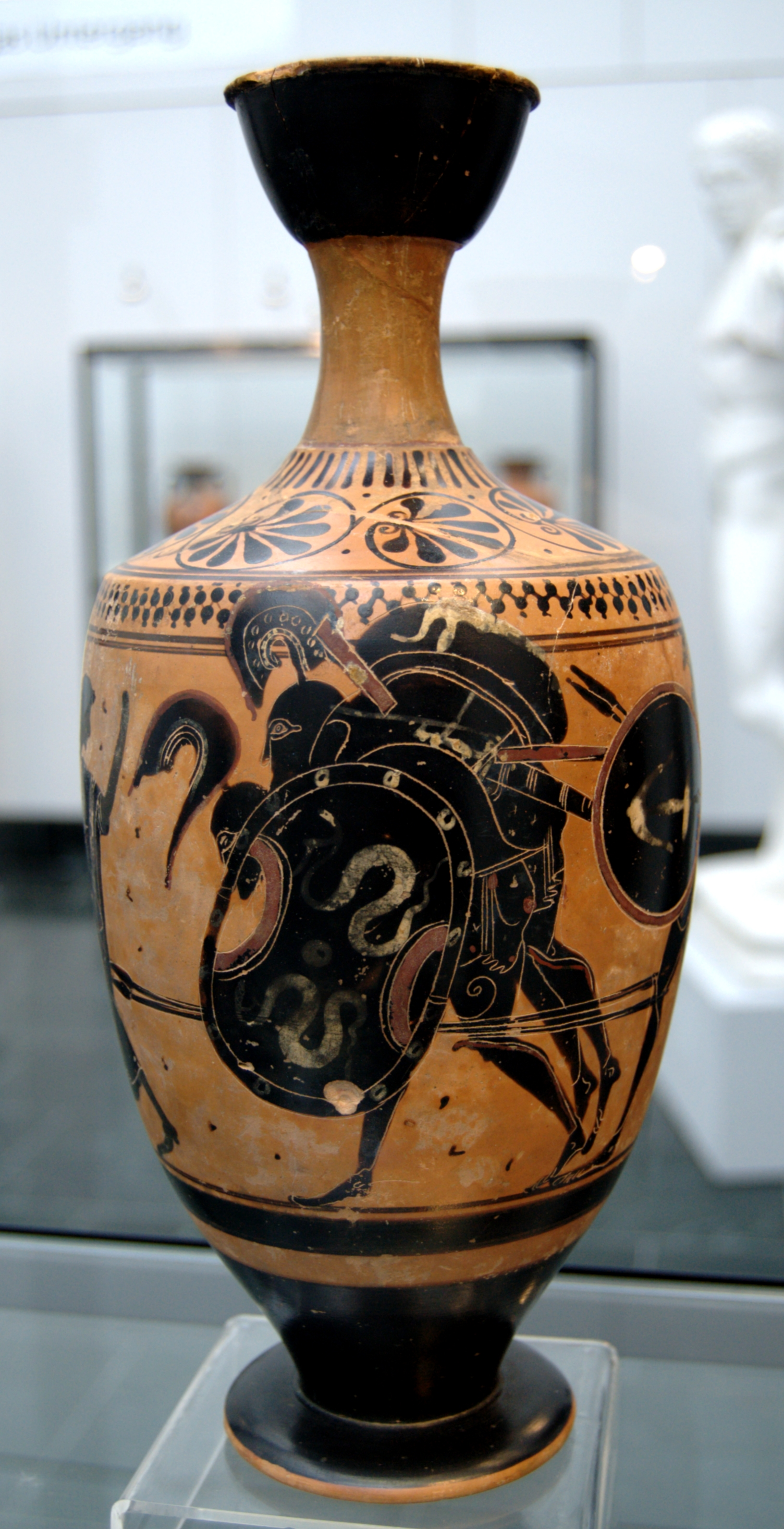
Lécythe à épaulement, vers 510.
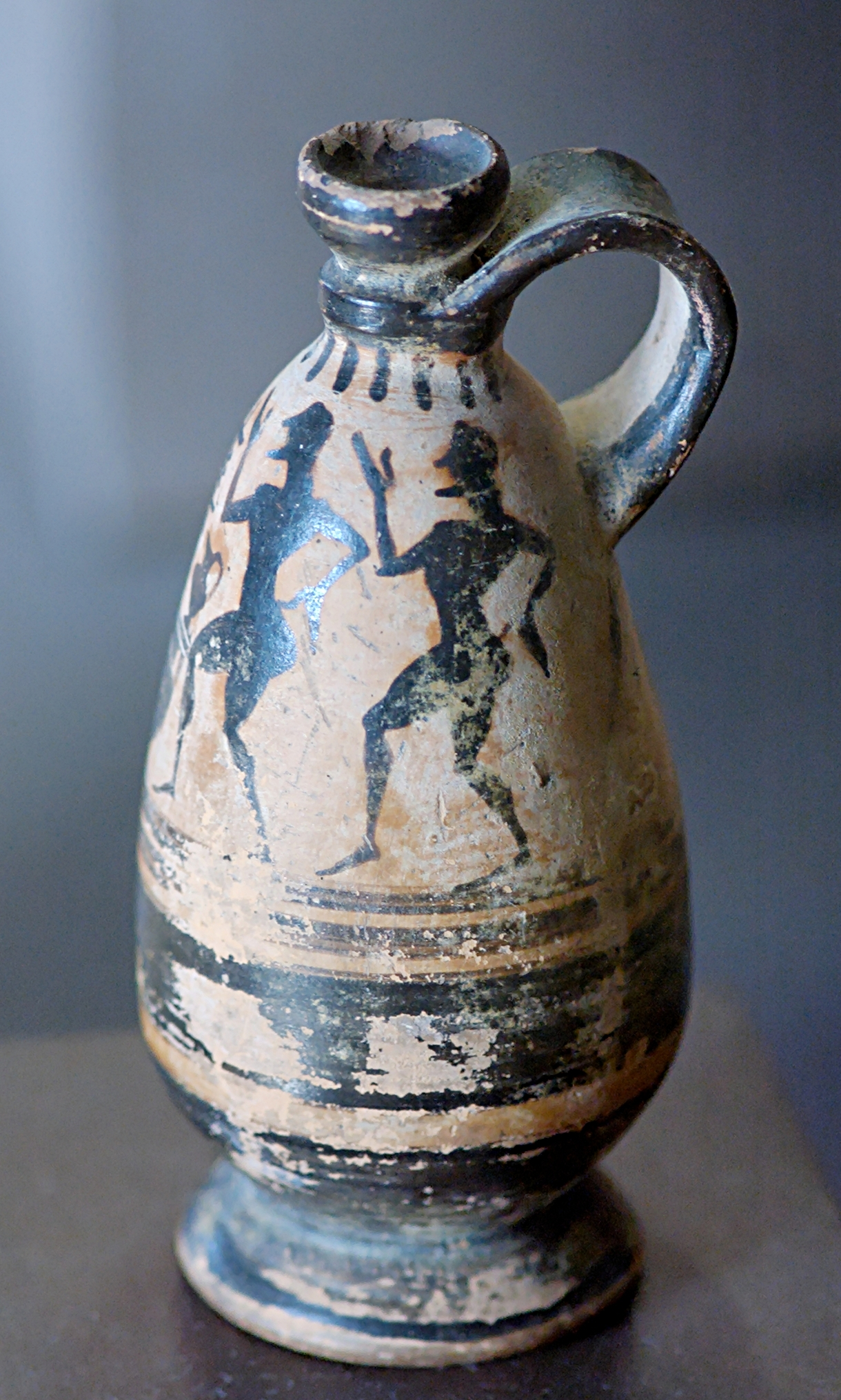
Lécythe de Déjanire. Musée du Louvre.
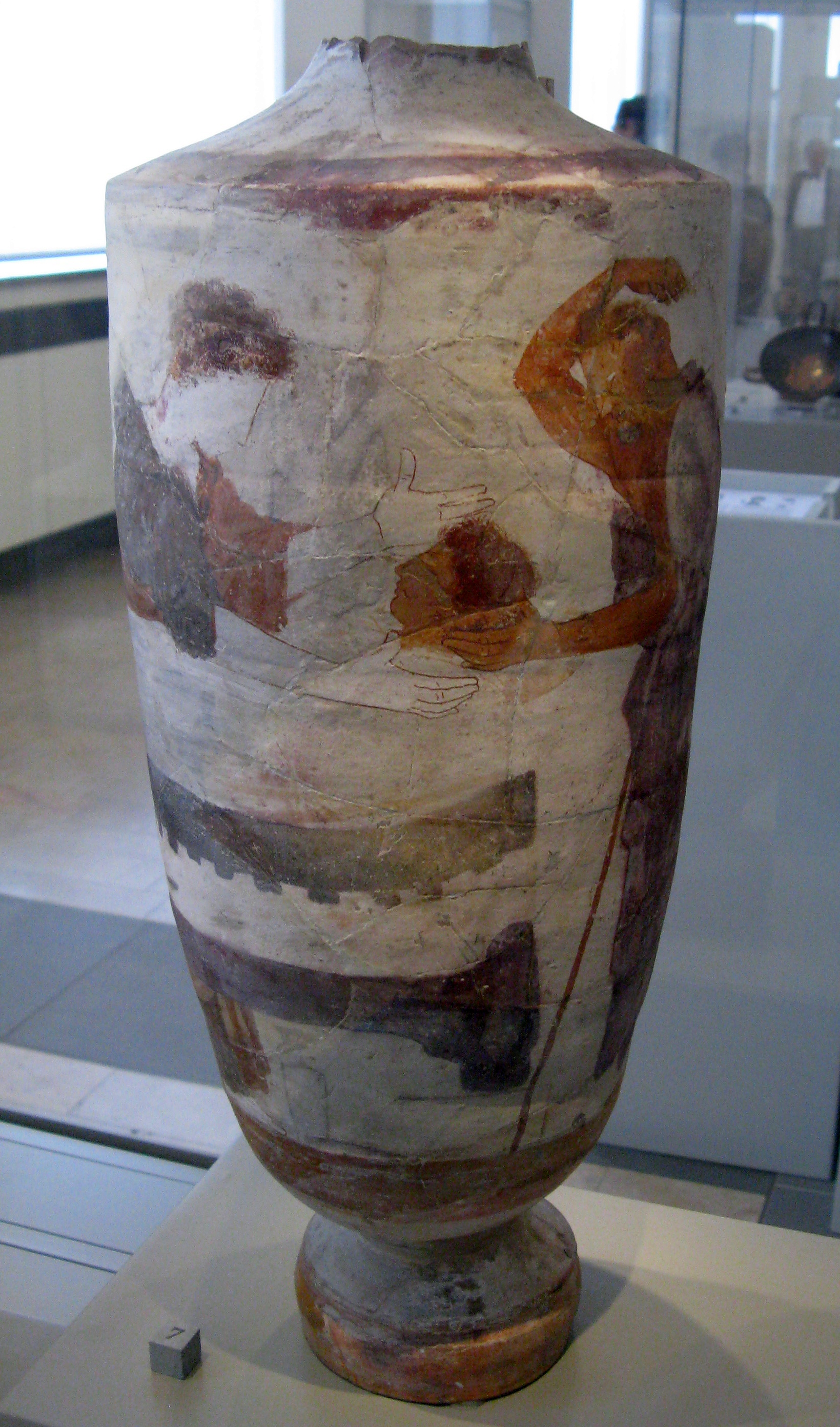
Prothésis. Lécythe polychrome attique (type V), d'Alopéké, fin Ve siècle avant J.-C.
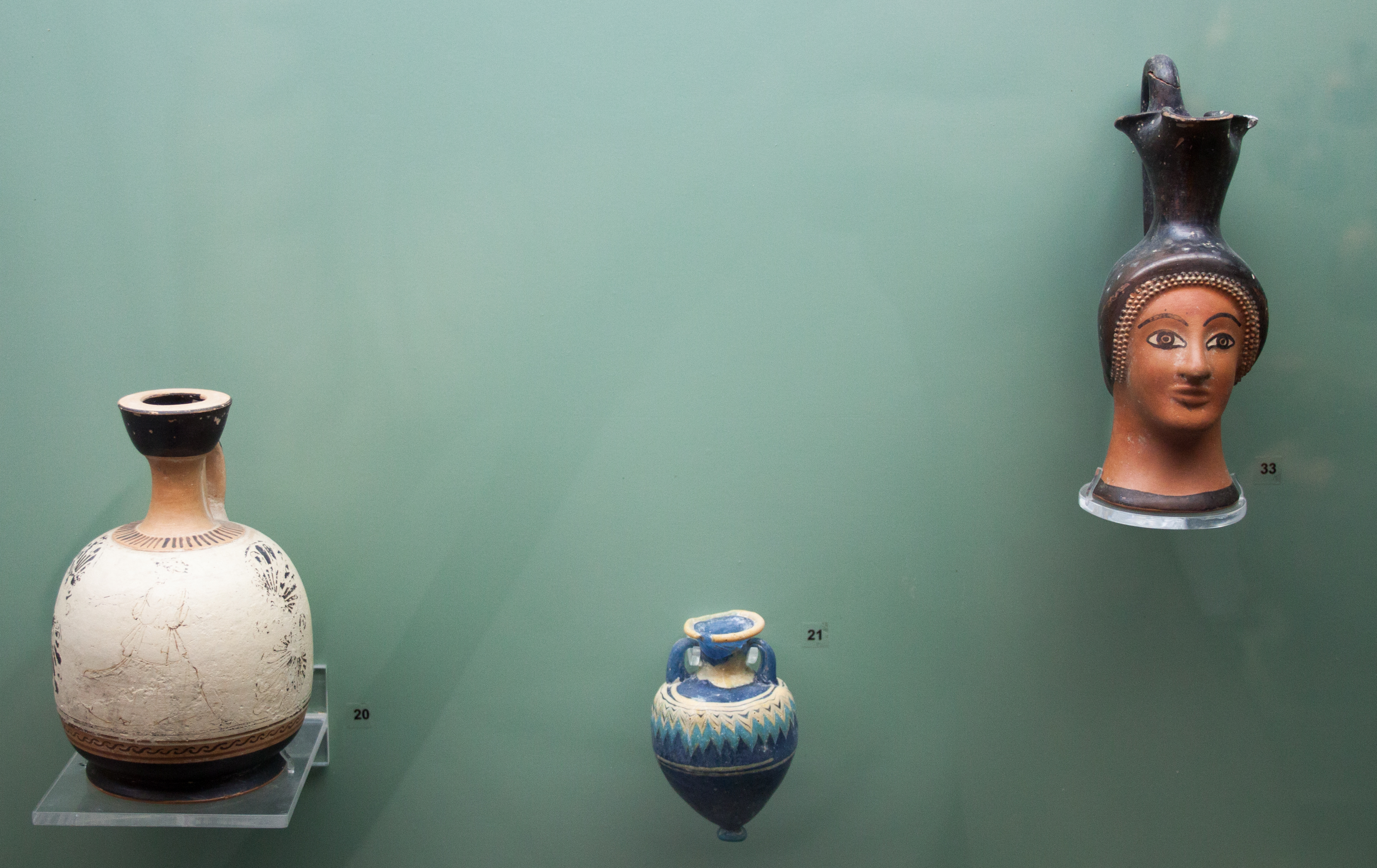
Formes trapues (à gauche) et plastique (à droite).
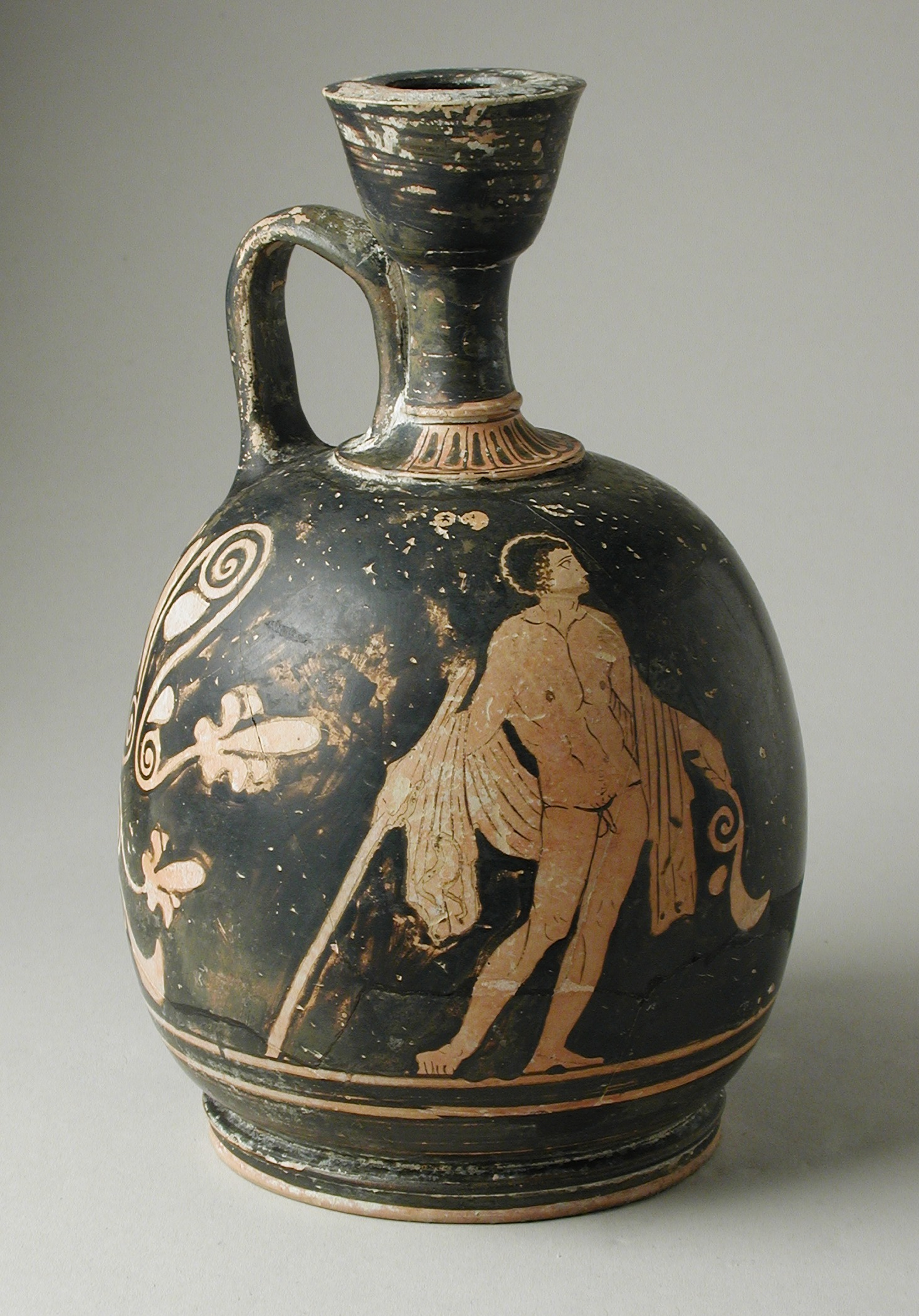
Type de lécythe de forme trapue.
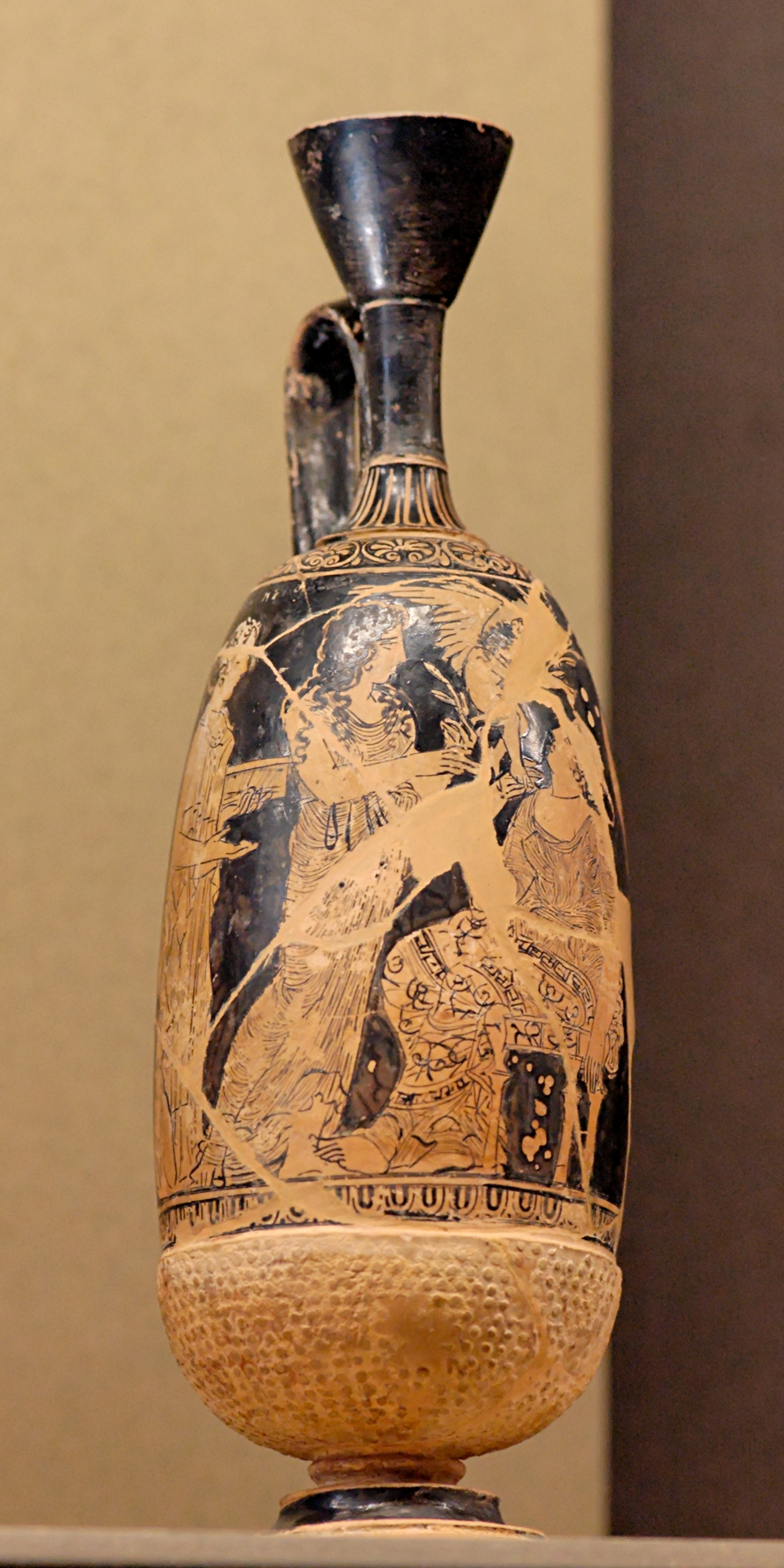
Type en forme de gland, musée du Louvre.
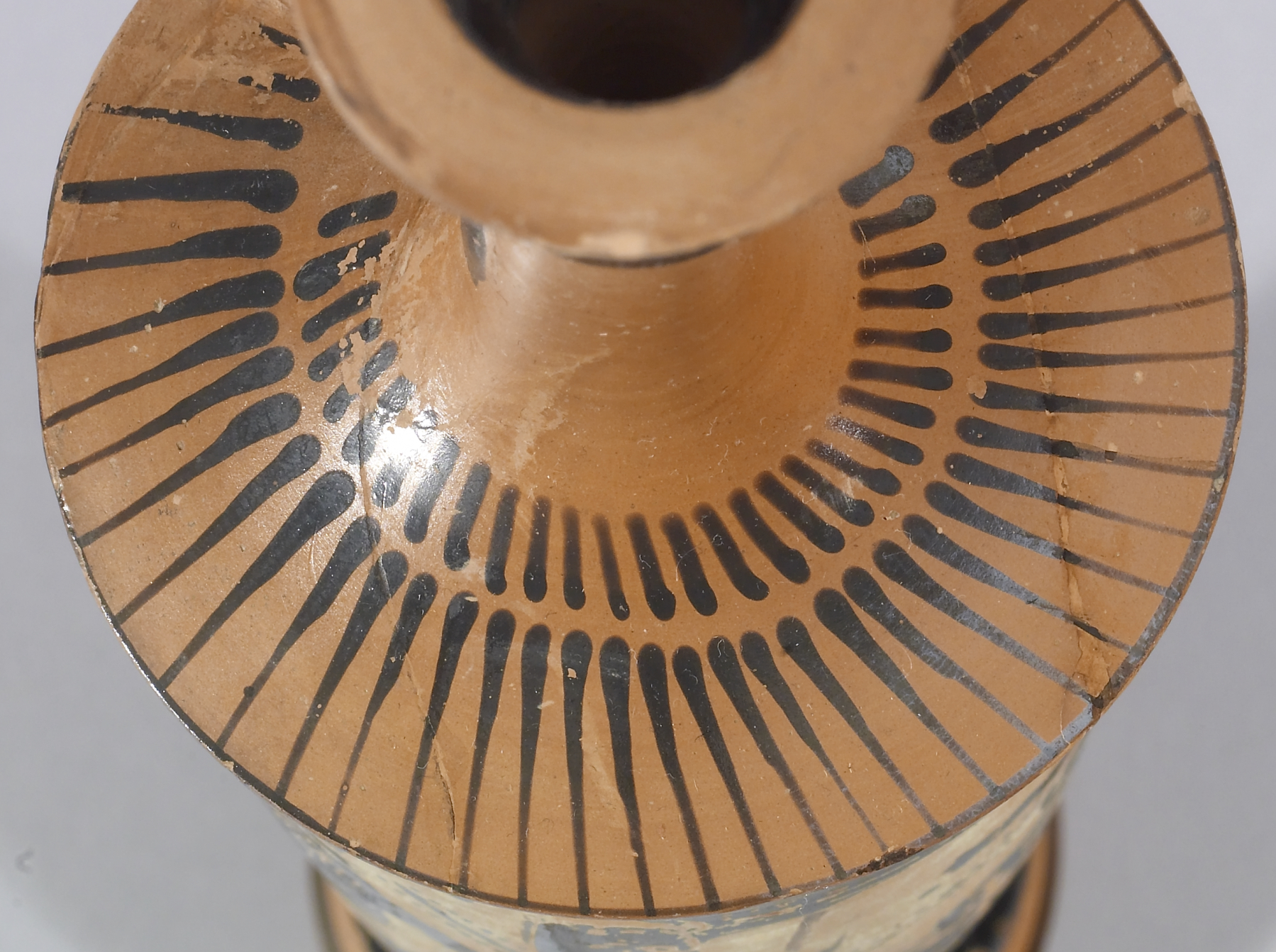
Vue d'en haut.
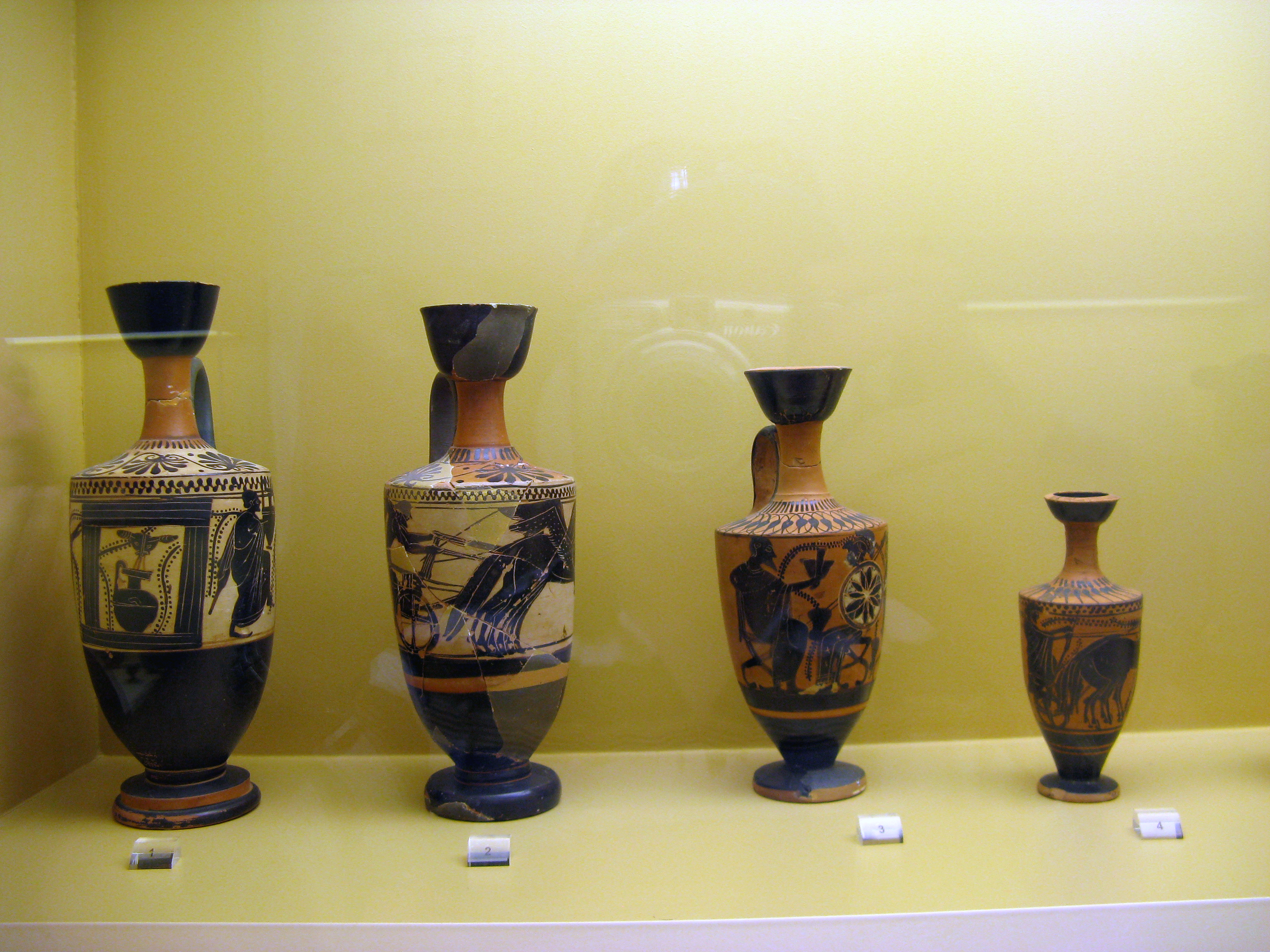
Vases Athéniens, musée de l'Agora.
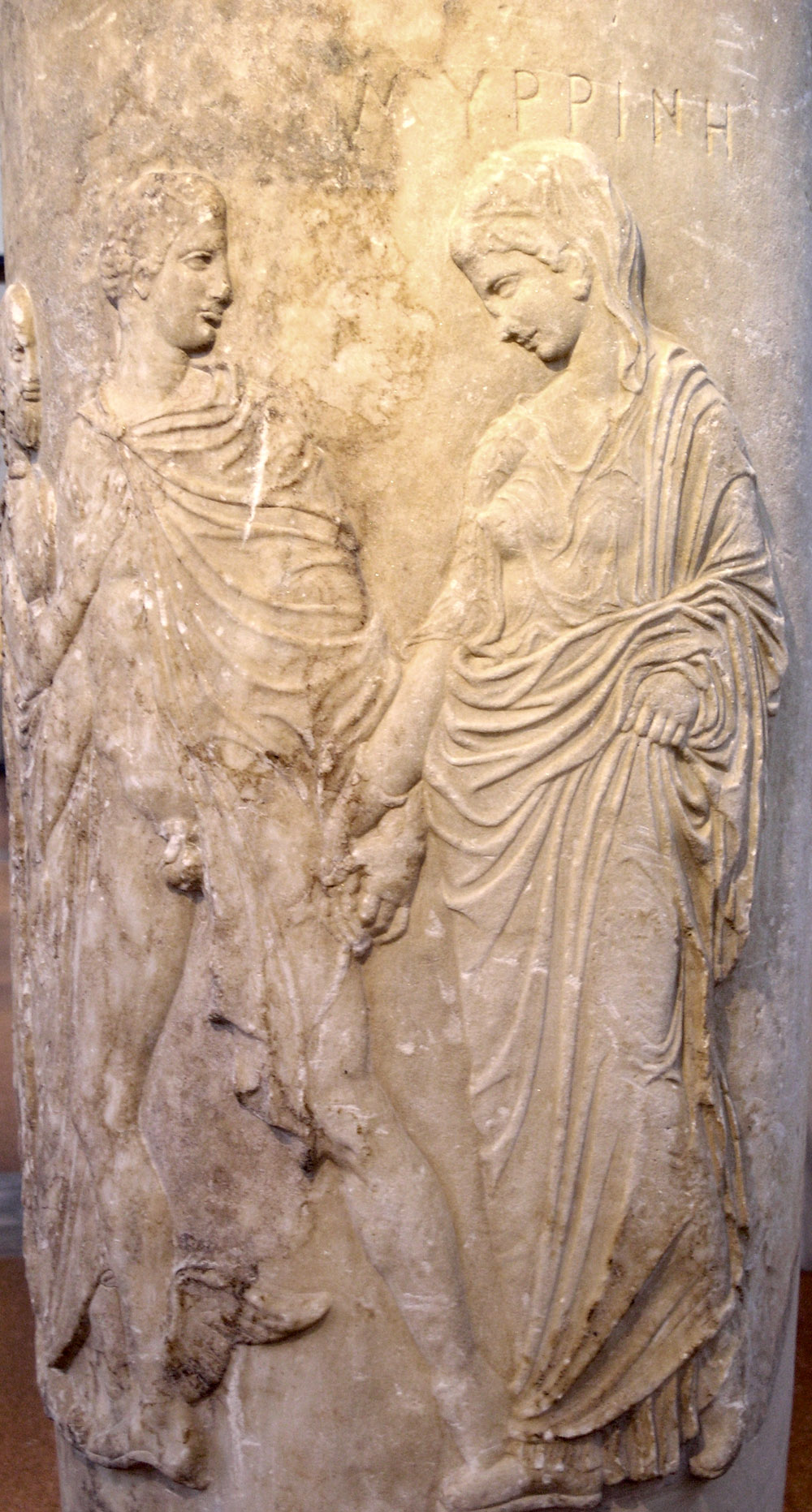
Hermès conduit la défunte Myrrhinè dans l'Hadès, 430-420 av. J.-C. Relief d'un lécythe funéraire sculpté. Musée archéologique national, Athènes.

## Décor
Les lécythes sont décorés aussi bien avec des figures rouges, des figures noires qu'avec une technique particulière, celle du fond blanc. Ce style apparaît à la fin du VIe siècle comme variante du style à figures noires : la panse est recouverte d'un engobe blanc puis, les silhouettes sont peintes en noir, les détails étant incisés.
Il évolue ensuite au fur et à mesure des progrès effectués dans la figure rouge : le dessin se fait au trait, avec de la peinture d'abord noire brillante, puis mate, rouge ou noire. Des couleurs secondaires font leur apparition, en lavis, principalement pour les cheveux ou les draperies : brun-pourpre, ocre. Par la suite, d'autres couleurs plus fragiles seront ajoutées après cuisson : verts, bleus et mauves. Malheureusement, peu de ces pigments ont survécu. Cependant, ces lécythes restent un bon témoignage sur ce que devait être la peinture murale classique.
Le fond blanc étant plus fragile, les vases sont d'abord réalisés sur commande. À partir de 470–460 av. J.-C., le style se cantonne aux lécythes funéraires, déposés dans la tombe : ils ne sont maniés qu'une seule fois et ne sont pas soumis aux intempéries. Conséquence de cette évolution, l'iconographie évolue : porteurs auparavant de scènes variées, les vases représentent désormais des scènes funéraires. Ce sont des scènes d'adieux ou de déploration mais aussi des représentations du défunt comme s'il était encore vivant, par exemple assis devant sa tombe, comme s'il attendait des visiteurs. Dans certains cas, le peintre a même représenté un lécythe à côté du défunt. Certaines scènes sont d'inspiration mythologique : ainsi Charon faisant traverser le Styx, Hermès psychopompe accompagnant ce dernier ou encore Hypnos et Thanatos l'emportant vers l'au-delà.
Le Peintre d'Achille (actif au milieu du Ve siècle) et le Peintre de Thanatos (probablement son élève) sont les peintres les plus productifs en matière de lécythes funéraires : ceux-ci représentent la moitié de l'œuvre du premier et la totalité de celle du second. Le Peintre de Thanatos doit son nom au grand lécythe (48 cm) de la photographie ci-contre : à gauche, Thanatos (la Mort), barbu, tient les pieds du défunt, tandis que son frère Hypnos (le Sommeil), glabre, le soutient par les épaules. Il s'agit là d'un thème classique, mais habituellement réservé aux morts de héros. Ici, un casque de type corinthien est posé sur la tombe, laissant ainsi supposer que le mort est un soldat : en effet, il s'agit de Sarpédon, fils de Zeus et soldat mort pendant la Guerre de Troie.

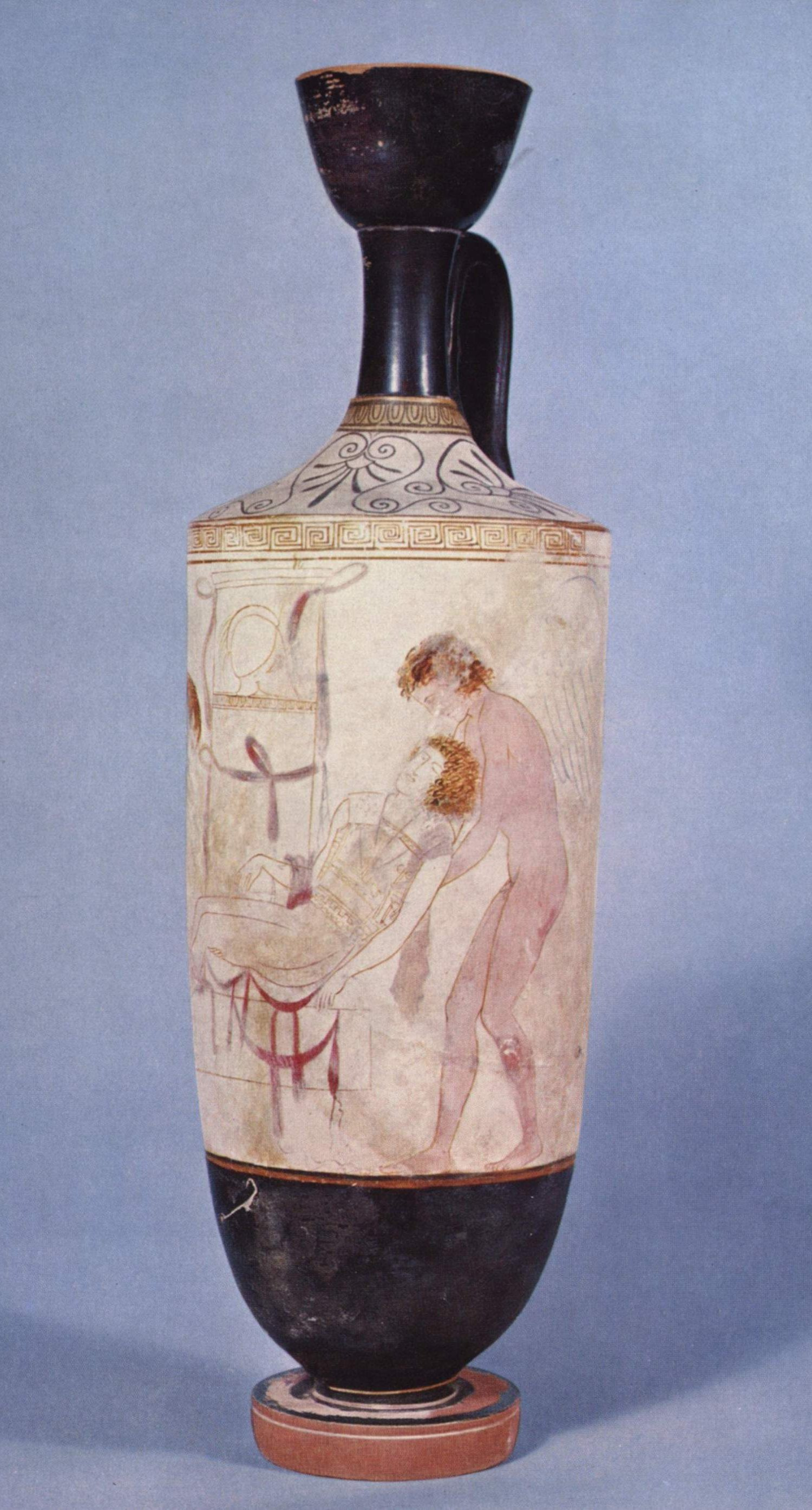
Hypnos et Thanatos emportant le corps d'un défunt, lécythe à fond blanc du peintre de Thanatos, v. 440 av. J.-C., British Museum.
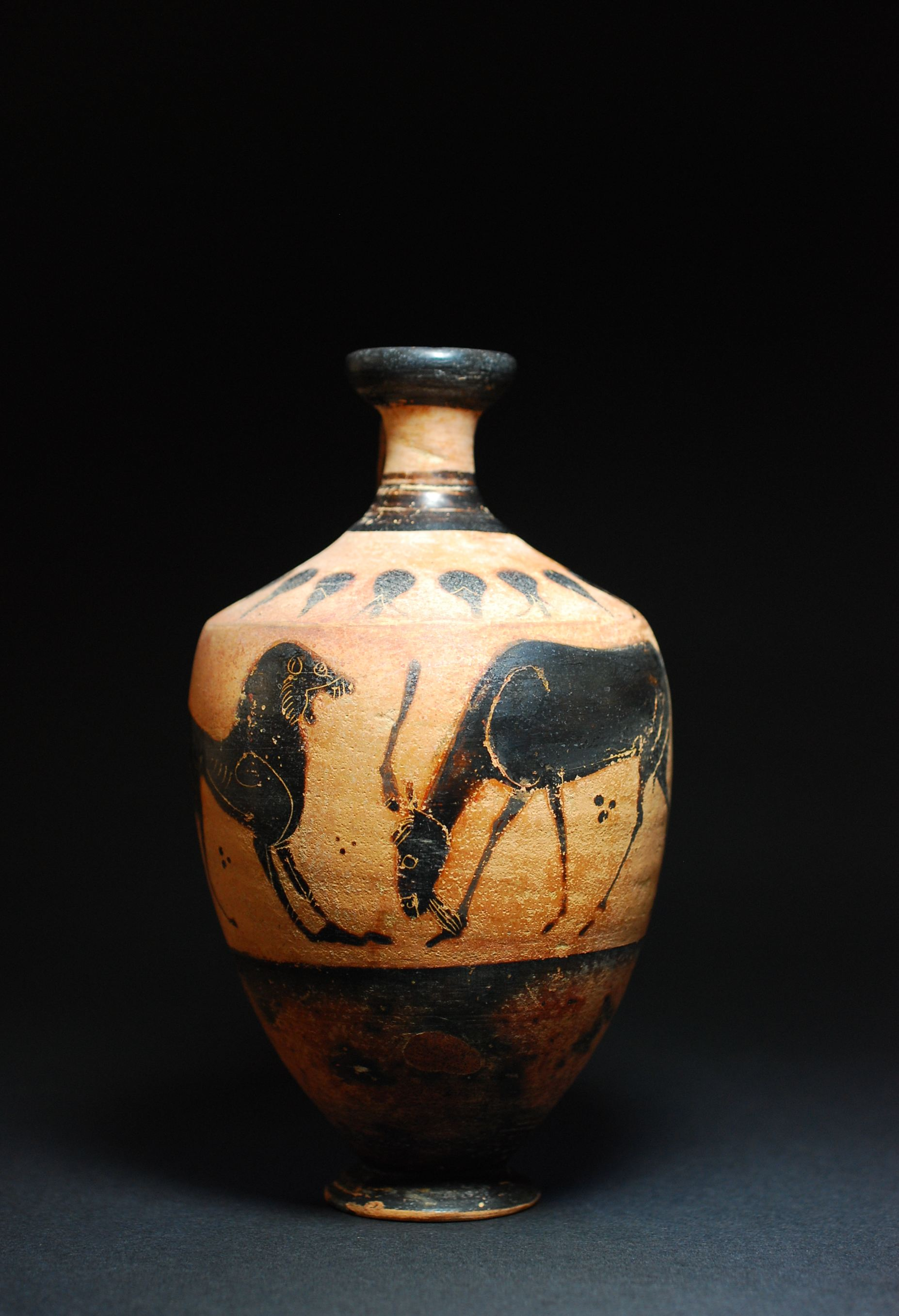
Lécythe attique à figures noires vers 540 AEC[6].
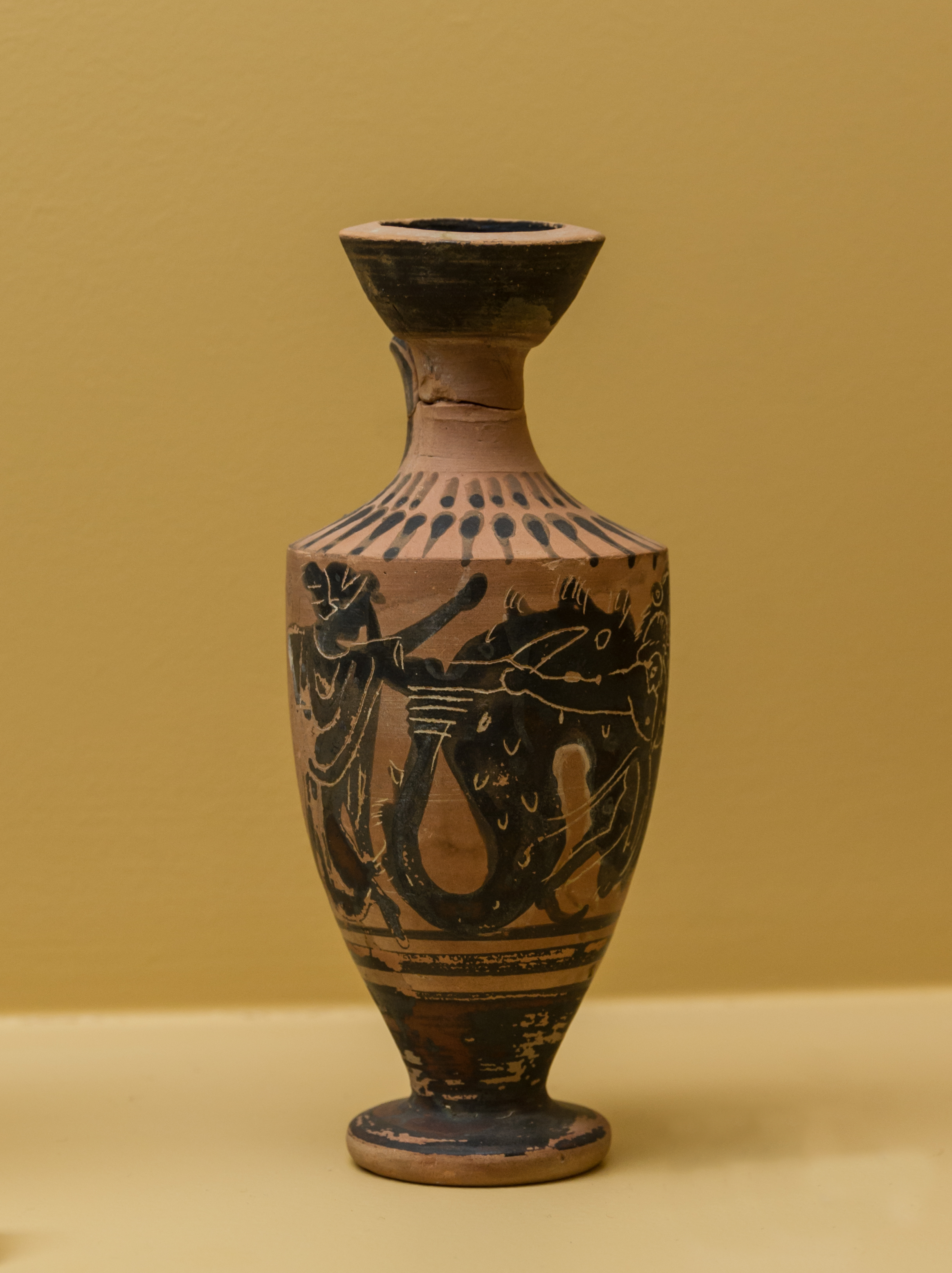
Petit lécythe figurant Héraclès et Triton, vers 500 avant notre ère, musée de l'Agora antique d'Athènes, Grèce.
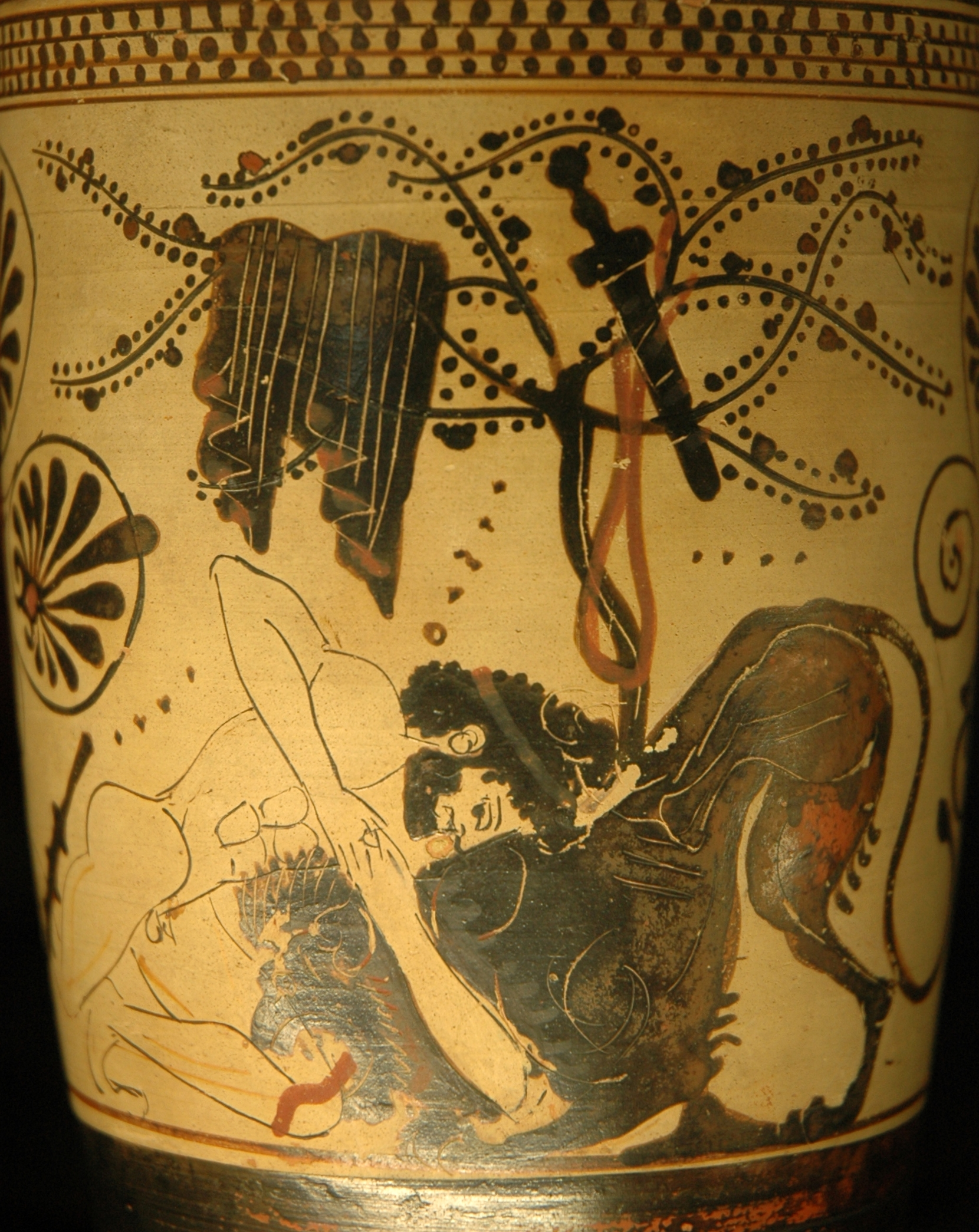
Lécythe figurant Hercule et le lion de Némée, env. 500 av. J.-C., Louvre.